# Urmila Joella-Sewnundun

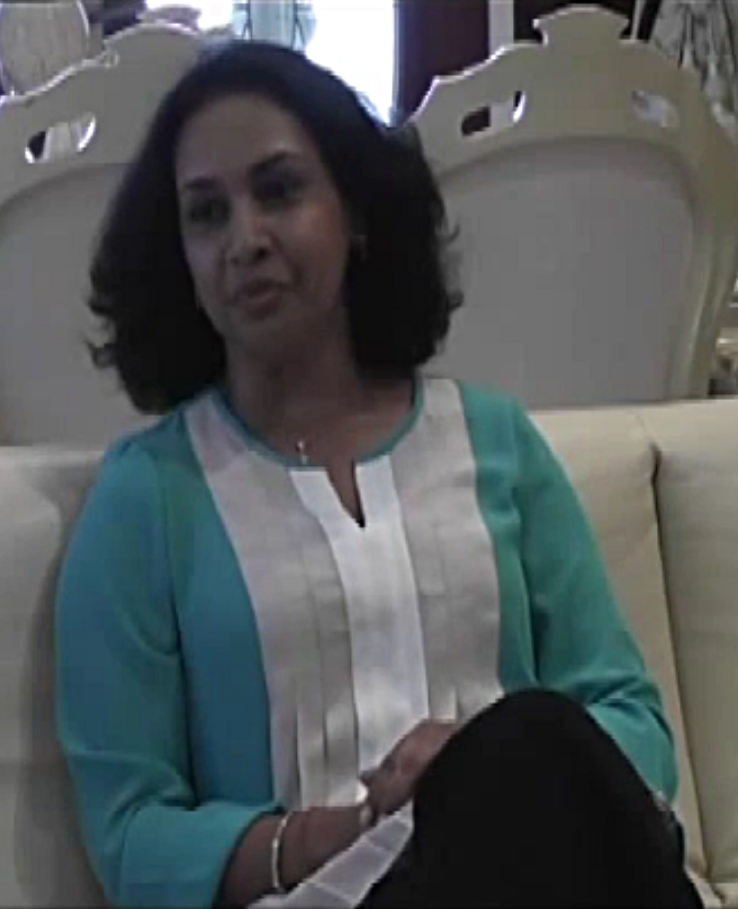

Urmila Joella-Sewnundun (* 8. Juli 1968 in Paramaribo) ist eine surinamische Diplomatin und ehemalige Ministerin.
1997 promovierte Joella-Sewnundun in Rechtswissenschaften an der Anton de Kom University in Suriname und arbeitete danach zunächst zwei Jahre im Sozialministerium, später im Finanzministerium und im Handelsministerium.
In den Jahren 2000 bis 2005 war sie im Kabinett von Ronald Venetiaan Innenministerin von Suriname. Neben einem umfassenden Reformprogramm für den öffentlichen Sektor, war sie insbesondere in Fragen der Frauenrechte aktiv und nahm die Funktion der surinamischen Delegierten der Interamerikanischen Frauenorganisation wahr, wo sie von 2005 bis 2007 als Mitglied des Exekutivausschusses fungierte.
Im Dezember 2006 wurde sie auf den Posten der Botschafterin in Den Haag berufen. Inzwischen nimmt Joella-Sewnundun weitere Botschafterpositionen ihres Landes in Europa wahr. Seit Dezember 2007 bekleidet sie zusätzlich den Posten der Botschafterin beim Heiligen Stuhl und in Deutschland. Sie ist seit Juni 2008 auch in London akkreditiert.
Joella-Sewnundun ist verheiratet.

## Nachweise
- Her Excellency Mrs Urmila Joella-Sewnundun in: Diplomat Magazine, Nov. 2008
- Nieuwe ambassadeur Suriname, de Volkskrant, 6. Dezember 2006
- Anciennitätenliste des Auswärtigen Amtes
- Political Database of the Americas
- ADDRESS OF HIS HOLINESS BENEDICT XVI TO H.E. Mrs. URMILA JOELLA-SEWNUNDUN NEW AMBASSADOR OF THE REPUBLIC OF SURINAME TO THE HOLY SEE

| Personendaten    | Personendaten                           |
| ---------------- | --------------------------------------- |
| NAME             | Joella-Sewnundun, Urmila                |
| KURZBESCHREIBUNG | surinamische Diplomatin und Politikerin |
| GEBURTSDATUM     | 8. Juli 1968                            |
| GEBURTSORT       | Paramaribo                              |